# 奧瑪阿里賽義夫汀三世
奧瑪阿里賽義夫汀三世（1914年9月23日—1986年9月7日），第28代汶萊蘇丹，1950年6月4日至1967年10月4日在位。
為人和藹可親，尤以喜愛文學著名。1959年傳出汶萊將獲獨立，奧瑪阿里賽義夫汀三世與英國簽訂了汶萊政途去向的協議。在位期間又積極發展當地經濟，今日汶萊之所以有此成就，得益於他，故他亦有汶萊現代化建築師之美譽（Arsitektur Moden Brunei）。在位後期發生汶萊暴亂，首都斯里巴加湾市因為國家政途問題發生叛亂，不久后平息，阿扎哈里流亡。1967年10月4日他退位讓予其長子─哈吉·哈桑纳尔·博尔基亚，其後封為汶萊太上皇（Kebawah Duli Yang Teramat Mulia Paduka Seri Begawan Sultan）。1986年9月7日駕崩，第二天遺體長眠於谷巴轄皇陵（Kubah Makam DiRaja）。